# إذخر مكي
الإذْخِر المكي أو تِبْن مَكَّة أو قَشّ مَكَّة أو حَلْفَاء مَكَّة أو حَلْفَا بر أو السُنْبُل العَرَبِي أو حشيشة الجمل نوع نباتي يتبع جنس الإذخر من الفصيلة النجيلية.

## الموئل والانتشار
موطن هذا النوع بلاد الشام ومصر والمغرب العربي والجزيرة العربية والعراق.

## مرادفات للاسم العلمي
- (باللاتينية: Andropogon schoenanthus)
- (باللاتينية: Andropogon lanigerum)
- (باللاتينية: Cymbopogon schoenanthus subsp. laniger)

## الوصف النباتي
نبات معمّر غليظ الأصل، يصل ارتفاعه إلى مترين، كثير الفروع، دقيق الورق، إلى حمرة وصفرة وحده، طيب الريح، ثقيل الرائحة عطري، يدرك في تموز، وأجوده الحديث الأصفر الحجازي ثم المصري، والعراقي رديء ويغش بالكولان والفرق صغر ورقه.

## الاستعمالات الطبية
الجزء المستخدم الأوراق، والسيقان، والبذور.
طريقة الاستعمال مغلي، منقوع، مستحلب
طبيعة الاستعمال داخلي وخارجي
المواد الفعالة : زيت طيار، تانينات، أحماض
في الطب النبوي : ثبت في الصحيح :عنه-صلى الله عليه وسلم أنه قال في مكة (لا يختلي خلاها)، قال له العباس رضى الله عنه (إلا الإذخر يا رسول الله، فإنه لقينهم ولبيوتهم، فقال :(إلا الإذخر) (1)، والإذخر حار في الثانية، يابس في الأولى، لطيف مفتح للسدد، وأفواه العروق، يدر البول والطمث، ويفتت الحصى التي تتكون عادة في المرارة، الكلى، المثانة، ويحلل الأورام الصلبة في المعدة والكبد والكليتين شرباً وضماداً، وأصله يقوّى عمود الأسنان والمعدة، ويسكن الغثيان ويعقل البطن.
تركيبة علاجية لعلاج الحكة: يخلط زيت الإذخر مع زيت البابونج بنسب متساوية وخلطهما جيدا ويدهن من الخليط مكان الحكة مرتين يوميا.